# Drymocallis discretica
Drymocallis discretica är en rosväxtart som beskrevs av Barbara Jean Ertter. Drymocallis discretica ingår i släktet trollsmultronsläktet, och familjen rosväxter. Inga underarter finns listade i Catalogue of Life.